# Alf Andersen
Alf Andersen (n. 15 mai 1906, Comuna Drammen, Buskerud, Norvegia – d. 12 aprilie 1975, Frogn, Akershus, Norvegia) a fost un săritor cu schiurile ce a reprezentat Norvegia, medaliat olimpic. A participat la o ediție a Jocurilor Olimpice (1928) în care a câștigat o medalie de aur.

## Participări
Lista de mai jos prezintă principalele competiții la care a participat Alf Andersen de-a lungul carierei.
- Olympische Winterspiele 1928/Skispringen[*]